# Œnomel
Œnomel ou œnomiel, dérivé des mots de langue grecque oinos (vin) et meli (miel), désigne toute préparation utilisant à la fois les sucres du miel et ceux issus de jus de fruit pour réaliser une fermentation alcoolique.

## Historique
Dans l'Antiquité, des traces de ces préparations sont trouvées dans différents peuples, comme dans les usages de libations en Grèce antique. Principalement, miel et jus de fruit étaient des aliments présent dans ces sociétés comme des aliments de base, avec des facilités de fermentation.
Actuellement, ce breuvage se retrouve en différents endroits du monde, et reste utilisé parfois comme remède populaire à la goutte.
En Bretagne (France), un œnomel nommé "Chouchenn" est traditionnellement concocté à partir de miel et de jus de pomme.